# Literatura arabska

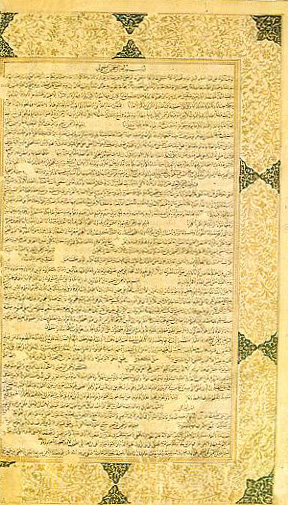
Koran – najbardziej wpływowa księga świata islamu

Literatura arabska (arab. ‏الأدب العربي‎) – twórczość literacka w arabskim języku klasycznym, współczesnym literackim oraz w dialektach lokalnych. Powstała na terenie Półwyspu Arabskiego, następnie rozwijała się na obszarach zajętych przez Arabów w wyniku podbojów Bliskiego Wschodu i Afryki Północnej.

## Okres przedmuzułmański
W najstarszym, przedmuzułmańskim okresie dziejów literatury arabskiej zwanym dżahilijją (okres niewiedzy) powstała literatura ustna, przede wszystkim poezja, charakteryzująca się wysokim poziomem rozwoju formy (kasyda). Monorymiczny poemat staroarabski opierał się na iloczasie i miał ściśle określone zasady budowy treściowej. Typowe dla poezji staroarabskiej są opisy przyrody, koni i wielbłądów. Wśród poetów staroarabskich wyróżnić można kilka grup:
- poeci pustynni, np. Al-Muhalhil[1] – według tradycji pierwszy autor doskonałej kasydy,
- poeci dworscy związani z dworami Lachmidów – An-Nabigha az-Zubjani oraz Ghassanidów jak Hassan Ibn Sabit, późniejszy panegirysta Mahometa,
- poeci wyznaniowi – żydowski poeta As-Samau'al Ibn Adija,
- włóczędzy – m.in. Ta'abbata Szarran i Asz-Szanfara.

Szczytowym osiągnięciem literatury staroarabskiej są mu'allaki, których twórcy należą do najwybitniejszych przedstawicieli epoki, m.in.: Imru al-Kajs, Antara ibn Szaddad, Labid Ibn Rabi’a. Inne gatunki poetyckie to oparty na prostym metrum radżaz (urdżuza) oraz uprawiana głównie przez kobiety (Al-Chansa) elegia (marsijja).
Poza poezją rozwijała się literatura paremiologiczna (masal, hikma) oraz proza quasi-historyczna (Ajjam al-Arab), ukazująca militarny styl życia przedmuzułmańskich koczowników Półwyspu Arabskiego. Literatura ta miała charakter oralny i była przekazywana z pokolenia na pokolenie przez tzw. rawich. Z tego m.in. względy trudno ustalić autentyczność poezji staroarabskiej. Niektórzy XX-wieczni badacze (Taha Husajn) twierdzili, że cała poezja tego okresu została napisana przez późniejszych kompilatorów nauk filozoficznych. Choć trudno dowieść, że całe staroarabskie dziedzictwo literackie jest w pełni autentyczne, to zdecydowana większość specjalistów uważa całkowite jego odrzucenie za bezpodstawne.

## Koran
Nowy okres literatury arabskiej wiąże się z powstaniem islamu. Za czasów Mahometa twórczość literacka została zahamowana. Najważniejszym dziełem, które pojawiło się w tym okresie jest Koran, który wprowadził nową tematykę, stał się przedmiotem ogromnej liczby komentarzy, ale jako dzieło literackie pozostał bez naśladownictwa, głównie z powodów religijnych (teoria niepowtarzalności Koranu).

## Okres umajjadzki
Poezja okresu umajjadzkiego (661–750) opierała się na starych wzorcach beduińskich, choć wprowadzała już pewne innowacje, głównie treściowe. Do najsłynniejszych jej przedstawicieli należą poeci dworscy Dżarir, Al-Farazdak i Al-Achtal z Damaszku. W miastach Hidżazu, Mekce i Medynie, a także Syrii i Iraku oraz wśród plemion koczujących na pustyni powstał nurt poezji miłosnej (Omar Ibn Abi Rabi'a, kalif Al-Walid ibn Jazid, Dżamil, Kajs Ibn Mulawwah). Poezję religijno-polityczną reprezentowali poeci związani z kręgami szyickimi, Al-Kumajt i Kusajjir. Za Umajjadów zaczęła kształtować się klasyczna proza arabska, są znane także opowiadania ludowe wykorzystywane przez późniejszych twórców. Pod koniec tego okresu pojawiły się zaczątki prozy literackiej, za jej twórcę jest uważany Ibn al-Mukaffa.

## Złoty wiek literatury arabskiej
Szczytowy okres rozwoju wszystkich dziedzin piśmiennictwa arabskiego przypada na pierwsze wieki (VIII–X w.) panowania Abbasydów – jest to złoty okres klasycznej kultury arabskiej, zwanej także renesansem islamu. W wyniku podbojów w granicach kalifatu znalazło się wiele ziem o bogatej przeszłości cywilizacyjnej – Syria, Mezopotamia, Persja, Bizancjum. Arabowie w umiejętny sposób wykorzystali ten potencjał, włączając dziedzictwo tych kultur w swoją.
Klasycy nawiązywali do dziedzictwa staroarabskiej poezji beduińskiej, przestrzegając ściśle stworzonych przez nią wzorów. Poeci tego nurtu pisali głównie panegiryki, w których wysławiali męstwo i odwagę rycerzy i opisywali pustynne krajobrazy, choć sami byli przedstawicielami ludności miejskiej. Za najwybitniejszego przedstawiciela tego nurtu jest uważany Al-Mutanabbi, także Al-Buchturi i Abu Tammam, których związek z klasyczną poezją wyrażał się nie tylko we własnej twórczości, ale także przez tworzenie antologii poezji dawnej.
Twórcy nurtu modernistycznego (muhdasun) wprowadzili do poezji nowe tematy, uwolnili się także od obowiązujących w klasycznej kasydzie wzorów formalnych. duże znaczenie miało nowatorstwo językowe i stylistyczne, tzw. badi („nowy styl”). Najwybitniejsi przedstawiciele tego nurtu to Baszszar Ibn Burd, Muslim Ibn al-Walid oraz Abu Nuwas, który wprowadził do literatury arabskiej poezję bachiczną (chamrijjat).
Poza tymi nurtami rozwijała się twórczość Abu al-Atahijja, autora przejmujących wierszy ascetycznych (zuhdijjat), oraz niezwykle oryginalnego i nowatorskiego poety-filozofa Abu al-Ali Al-Marriego.
Odrębnym zjawiskiem była poezja mistyczna (suficka), której przedstawicielem był Omar Ibn al-Farid z Egiptu.
Praformą prozatorską była makama – opowiastka łotrzykowska, pisana prozą rymowaną, przeplataną poetyckimi wstawkami. Jej formę udoskonalił Al-Hamadani, zaś najwybitniejszym jej twórcą był Al-Hariri.
Arabowie łączyli naukę z rozrywką w dydaktycznej formie zwanej adab. Twórcy adabu, m.in. Al-Dżahiz, Al-Mubarrad i Ibn Kutajba przekazywali swoją wiedzę w formie opowiastek i anegdot. 
Rozwijała się także literatura historyczna (Sirat rasul Ibn Haszima) i geograficzna. Najwybitniejszym dziełem historiografii tego okresu jest historia powszechna At-Tabariego (Achbar ar-rusul wa-wl-muluk – „Dzieje proroków i królów”).

## Okres poklasyczny
Literatura po upadku Abbasydów (ok. 1800) charakteryzuje się rozwojem dzieł encyklopedycznych i kompilatorskich takich autorów jak An-Nuwajri czy Al-Kalkaszandi. Arabscy intelektualiści zaczęli zapoznawać się z dorobkiem literatur europejskich, z czym wiąże się odrodzenie kulturalne i literackie w świecie islamu. W poezji nastąpiło odrodzenie klasycznej kasydy. Dominowała tematyka współczesna (Ahmad Szauki i Hafiz Ibrahim).
Pierwszą szkołą poetycką głoszącą potrzebę zmian było ugrupowanie Dywan. Twórcy z tego kręgu wprowadzili do poezji arabskiej wiersz biały.
Romantyczny charakter twórczości przedstawiały szkoły syryjsko-amerykańskiej, skupiającej poetów na emigracji, wpłynął znacznie na kształt współczesnej liryki arabskiej. 
Próbę radykalnych zmian w zakresie formy i treści poezji kontynuowało stowarzyszenie Apollo, działające w latach 30. w Egipcie.
Z niewielkimi skutkami starano się ożywić tradycyjną formę makamy. 
Rozwój prozy wiązał się z rozkwitem form dziennikarskich (szkic, esej).
Początkowo pisano głównie powieści historyczne (Mahmud Tajmur), z czasem pisarze podjęli tematykę obyczajową (Taufik al-Hakim). Dominował tam realizm, szczególnie dotyczący sytuacji kobiety muzułmańskiej; pojawiają się również inne prądy, jak choćby egzystencjalizm. W Palestynie i Iraku rozwinęła się proza o tematyce batalistycznej.

## Czasy współczesne
Prozę na najwyższym poziomie reprezentuje obecnie literatura Egiptu, Iraku, Libanu, Syrii i Palestyny. W dziedzinie poezji przewrót na miarę historii całej literatury arabskiej nastąpił na przełomie lat 40. i 50. w Iraku. Jego autorami byli Badr Szakir as-Sajjab i Nazik al-Mala'ika, na których twórczość miała wpływ poezja Eliota. Pojawiła się poezja symboliczna, nastąpił zwrot ku mitologii Bliskiego Wschodu, a także symbolice chrześcijańskiej. Od tamtego czasu w poezji ścierają się tendencje klasyczne i modernistyczne.
Dramat, pojawił się na początku XX wieku, ale rozwijał się zdecydowanie wolniej, niż pozostałe rodzaje literackie. W dramaturgii muzułmańskiej istnieją trzy wyróżniające się kierunki rozwojowe: neoklasycyzm, realizm i kreacjonizm.